# Snellius
|  | Aquest article tracta sobre el cràter lunar. Si cerqueu l'astrònom holandès, vegeu «Willebrord Snel van Royen». |

Snellius és un cràter d'impacte lunar a prop de l'extremitat sud de la Lluna. A causa de la seva posició sembla que tingui forma oval des de la Terra, encara que en realitat és gairebé rodó. Al nord hi ha el gran cràter Petavius. Al sud de Snellius és el Stevinus cràter. La vora del Snellius està molt desgastada i erosionada, amb cràters superposats. El sòl és una mica irregular i desigual. La vora occidental marca l'inici de la Valles Snellius, una de les valls més llargs a la Lluna. Segueix prop de 500 quilòmetres al nord-oest de prop de la riba del Mare Nectaris. El seu origen és més probable associat amb la formació del mar lunar. Just al nord-oest hi ha Snellius A, un cràter amb una estructura de raigs notable que se superposa al sud-oest sobre la Mare Fecunditatis al nord.